# 柏山稲荷神社
柏山稲荷神社（かしわやまいなりじんじゃ）は神奈川県藤沢市にある神社。

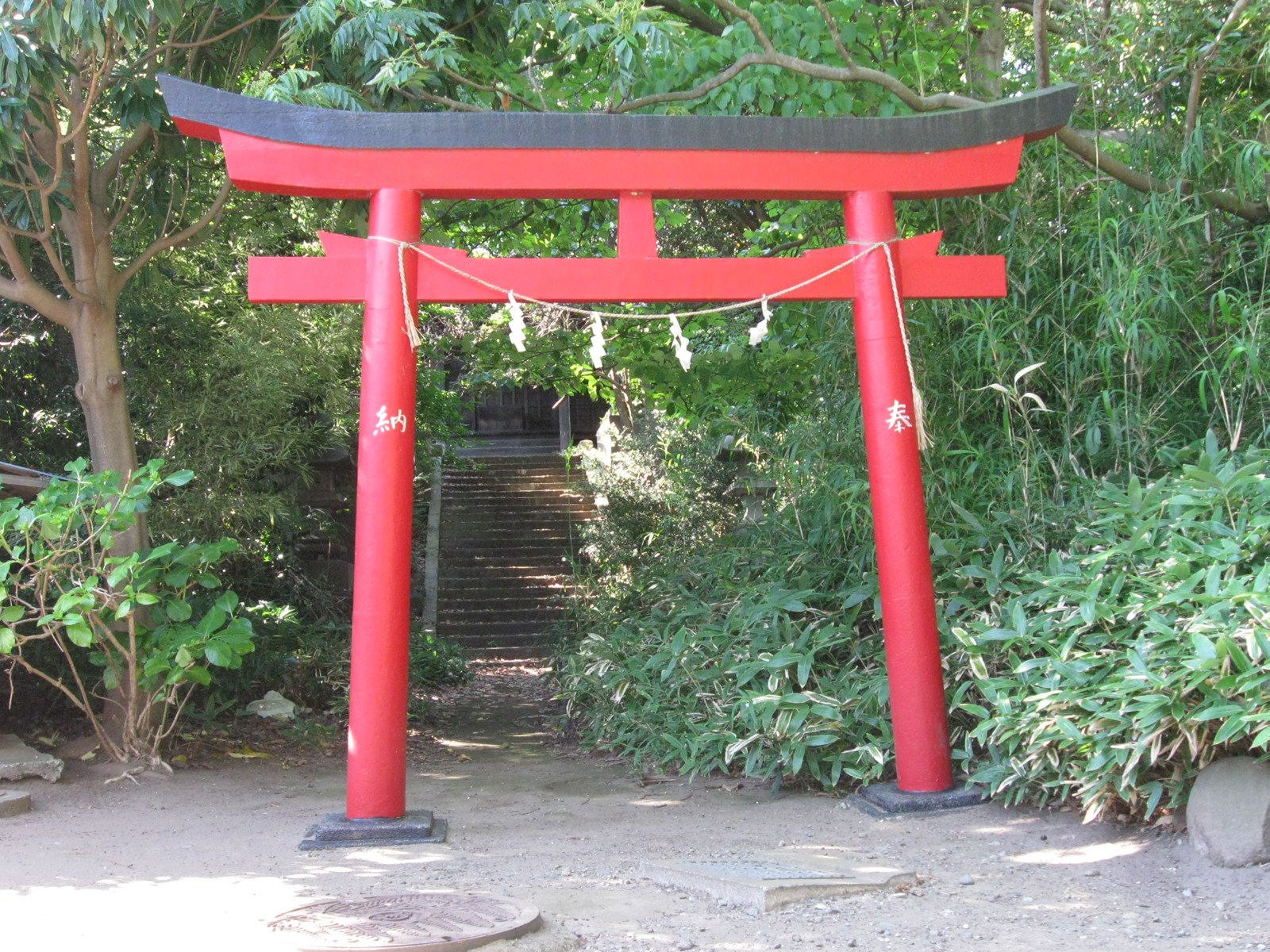
柏山稲荷神社の鳥居

## 概要
大庭城を守る水門の護り神とされる。また堰守であった吉田将監の屋敷跡とされる。

## 祭神
- 宇迦之魂命（うかのみたまのみこと）

## 歴史
保元3年（1158年）に大庭三郎景親により創建。大庭城を守るため引地川を堰き止める水門を作ったが、この水門の護り神として勧請した。

## 境内
- 将監淵（しょうげんぶち） - 水門があったとされ、太い丸太が出土[2]。
- 厳島千人力弁天社 - 大庭景親が厳島神社を勧請し、竜神大神のお告げにより女性1000人で社殿を建立したという[1]。

## 所在地情報
所在地
- 神奈川県藤沢市城南3丁目6番2号

道路
- 神奈川県道43号藤沢厚木線

## その他
- 1935年（昭和10年）神奈川県下名勝史蹟四十五佳選に選ばれる。